# Natriumnitrid
Natriumnitrid ist eine instabile anorganische chemische Verbindung des Natriums aus der Gruppe der Nitride.

## Gewinnung und Darstellung
Natriumnitrid kann durch thermische Zersetzung von Natriumazid oder Reaktion von Natriumazid mit Natrium gewonnen werden.
Ebenfalls möglich ist die Herstellung durch Reaktion von Natrium mit Stickstoff in einer elektrischen Entladung.
Eine neuere Synthese beschreibt die Darstellung in einer Vakuumkammer, in der atomares Natrium mit Stickstoff auf ein gekühltes Saphirsubstrat aufgebracht und anschließend auf Raumtemperatur erwärmt wird.

## Eigenschaften
Natriumnitrid ist ein dunkelblauer Feststoff. Er ist extrem instabil und zersetzt sich bei leichter Erwärmung in seine Elemente. Seine Kristallstruktur kann dem  anti-Rhenium(VI)-oxid-Typ zugeordnet werden und zeichnet sich durch eine extrem niedrige Raumerfüllung aus.